# Mark Hall
Mark John Hall (ur. 11 stycznia 1997) – amerykański zapaśnik walczący w stylu wolnym. Wicemistrz igrzysk panamerykańskich w 2023. Złoty medalista mistrzostw panamerykańskich w 2018 i brązowy w 2023. Mistrz świata juniorów w 2016 i 2017 i kadetów w 2014 roku.
Zawodnik Apple Valley High School z Apple Valley i Pennsylvania State University. Trzy razy All-American w NCAA Division I; pierwszy w 2017; drugi w 2018 i 2019 roku.